# Айтерфельд
Айтерфельд (нем. Eiterfeld) — община в Германии, в земле Гессен. Подчиняется административному округу Кассель. Входит в состав района Фульда.  Население составляет 7379 человек (на 31 декабря 2010 года). Занимает площадь 89,83 км².
Община подразделяется на 17 сельских округов.

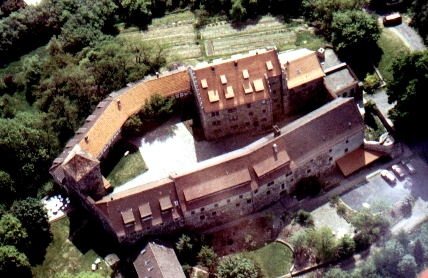
Burg Fürsteneck